# アールネ・ユーティライネン
アールネ・エドヴァルド・ユーティライネン（Aarne Edward Juutilainen、1904年10月18日 - 1976年10月28日）は、フィンランドの軍人。最終階級は大尉。弟にイルマリ・ユーティライネンがいる。

## 戦歴
フィンランド陸軍士官学校に入学、最終学年まで進むが、規則違反により1年間の停学処分となる。停学中、自転車大隊に仮配属されるが、ここでも規則違反により3度の拘禁処分を受け、これが士官学校に知られ退学を通告される。一時は船員になるが、これに飽き足らず、たまたま新聞で読んだフランス外人部隊に惹かれ北アフリカに渡る。
1930年から1935年にかけてフランス外人部隊に参加し、モロッコ植民地戦争においては「モロッコの恐怖」と呼ばれた。その後フィンランド陸軍に復帰するが、再び不品行により除隊勧告を受ける。職を転々とするが、冬戦争では予備役中尉として現場に復帰。第12師団第34連隊第6中隊、通称「カワウ中隊」の中隊長に任命された。この部下の一人に、史上最多の狙撃戦果を持つシモ・ヘイヘがいる。
開戦時、第6中隊を含む第34連隊は、ラドガ湖北方、フィンランド領土がソ連領内に突き出た通称「ヒュルシュラの鉤」近辺に展開しており、国境を越えて侵攻してきたソ連軍を迎え撃った。
兵士数、装備ともにソ連軍はフィンランド軍を圧倒、しかもフィンランド軍は慢性的な弾薬不足に苦しめられたが、冬戦争期間を通じ、フィンランド軍はソ連軍の攻勢を食い止め続けた。この戦いは、付近を流れる小川、コッラー川にちなみ「コッラーの戦い」と名付けられた。その激戦区にあって、少ない兵力でソ連軍を撃退し続けた第6中隊および中隊長のユーティライネンの活躍は、戦時中より新聞等で報じられ、国民的英雄となった。
冬戦争終結後に結婚、継続戦争までの間、コンティオラハティ駐屯地において教官を務め、継続戦争では第7師団第9歩兵連隊に属し戦った。1944年9月からのラップランド戦争では大隊指揮官として戦ったが、横紙破りな言動から昇進は叶わず、戦後は予備役に移された。戦時の英雄ではあったが、平和な市民生活には馴染めず、結婚生活は破綻、酒におぼれ、戦傷の痛みに悩まされる戦後であったという。

## 人物
- ユーティライネンはエキサイティングな人物であったが、クリスマスの晩には部下を集めてミサを執り行うなど、兵士の心を掌握することに長けていた。指揮下の兵隊たちは親しみを込めて「パッパ（親父）」とユーティライネンのことを呼んでいたという。
  - 第34歩兵連隊の動員時には強引な手段で自中隊の装備調達を実行し、他部隊の批判を浴びたが、「戦争が始まってから装備が足りないと文句を言っても手遅れだ」と意に介さなかった[3]。
  - 1939年12月14日の攻撃では、「まるでピクニックにでも出掛けるようにはしゃぎながら」出撃し、5輌の戦車を撃破し、2門の対戦車砲を鹵獲している。
  - また、最前線にもかかわらず自分のテントに持参したロッキングチェアを持ち込んでおり、ソ連軍の猛砲撃の中でも完全にくつろいで座っていたという。
- 冬戦争の頃、彼の部隊にいた２人の応召兵が「私たちは良心に基づき武器を持つ事は出来ません」と彼に直談判にやってきた。彼は「武器を持たないのは個人の自由だ。持つのが嫌ならそれでも良い。しかし、歩哨に立つのは部隊に配属された人間の義務だからやってもらう。ソ連兵が来たら雪玉でも投げて応戦すれば良い。ソ連兵を陣地に通さなければそれで十分だ。」と答えた。この返答に応召兵達はすっかりやり込められて、しぶしぶ歩哨に向かったという。
- 同じくフィンランドの国民的英雄である「無傷の撃墜王」イルマリ・ユーティライネンは実弟である。イルマリのインタビューによると、兄のアールネが第一次世界大戦のエース・パイロットであるマンフレート・フォン・リヒトホーフェンの回顧録をプレゼントしたことが、やがてイルマリがパイロットを志すきっかけとなったという[4]。